# TUSC1
TUSC1 (англ. Tumor suppressor candidate 1) – білок, який кодується однойменним геном, розташованим у людей на 9-й хромосомі. Довжина поліпептидного ланцюга білка становить 212 амінокислот, а молекулярна маса — 23 390.
| 10         |  | 20         |  | 30         |  | 40         |  | 50         |
| ---------- |  | ---------- |  | ---------- |  | ---------- |  | ---------- |
| MGPMWRMRGG |  | ATRRGSCCGG |  | DGAADGRGPG |  | RSGRARGGGS |  | PSGGGGGVGW |
| RGRADGARQQ |  | LEERFADLAA |  | SHLEAIRARD |  | EWDRQNARLR |  | QENARLRLEN |
| RRLKRENRSL |  | FRQALRLPGE |  | GGNGTPAEAR |  | RVPEEASTNR |  | RARDSGREDE |
| PGSPRALRAR |  | LEKLEAMYRR |  | ALLQLHLEQR |  | GPRPSGDKEE |  | QPLQEPDSGL |
| RSRDSEPSGP |  | WL         |  |            |  |            |  |            |

A: Аланін

C: Цистеїн

D: Аспарагінова кислота

E: Глутамінова кислота

F: Фенілаланін

G: Гліцин

H: Гістидин

I: Ізолейцин

K: Лізин

L: Лейцин

M: Метіонін

N: Аспарагін

P: Пролін

Q: Глутамін

R: Аргінін

S: Серин

T: Треонін

V: Валін

W: Триптофан

Кодований геном білок за функцією належить до фосфопротеїнів. 